# カミーユ・シルヴィ

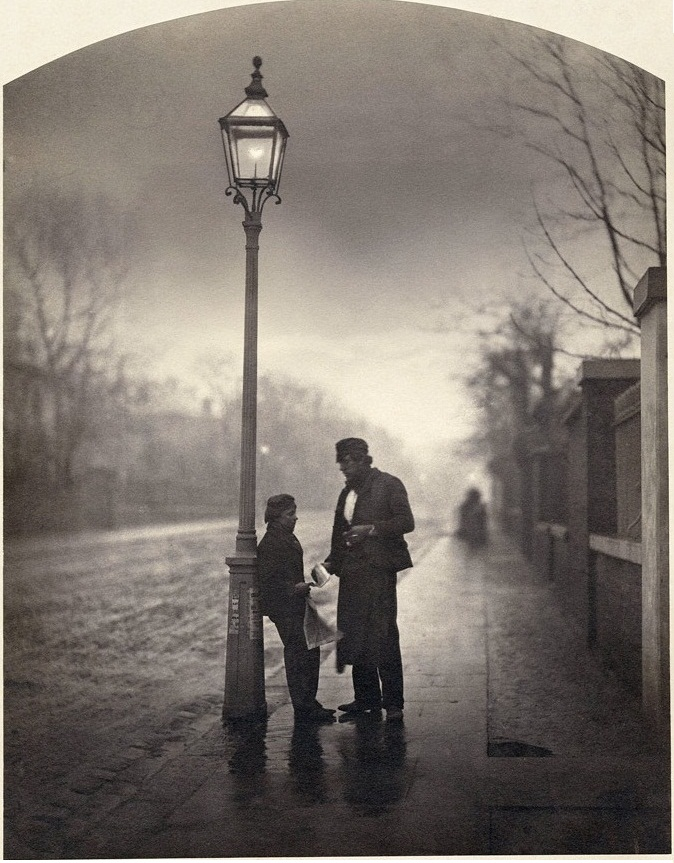
光の研究：薄暮（1859年）

カミーユ・シルヴィ（Camille Silvy、1834年5月8日 - 1910年2月2日）は、主にグレイト・ブリテン島で活動したフランス人の写真家である。

## 生涯

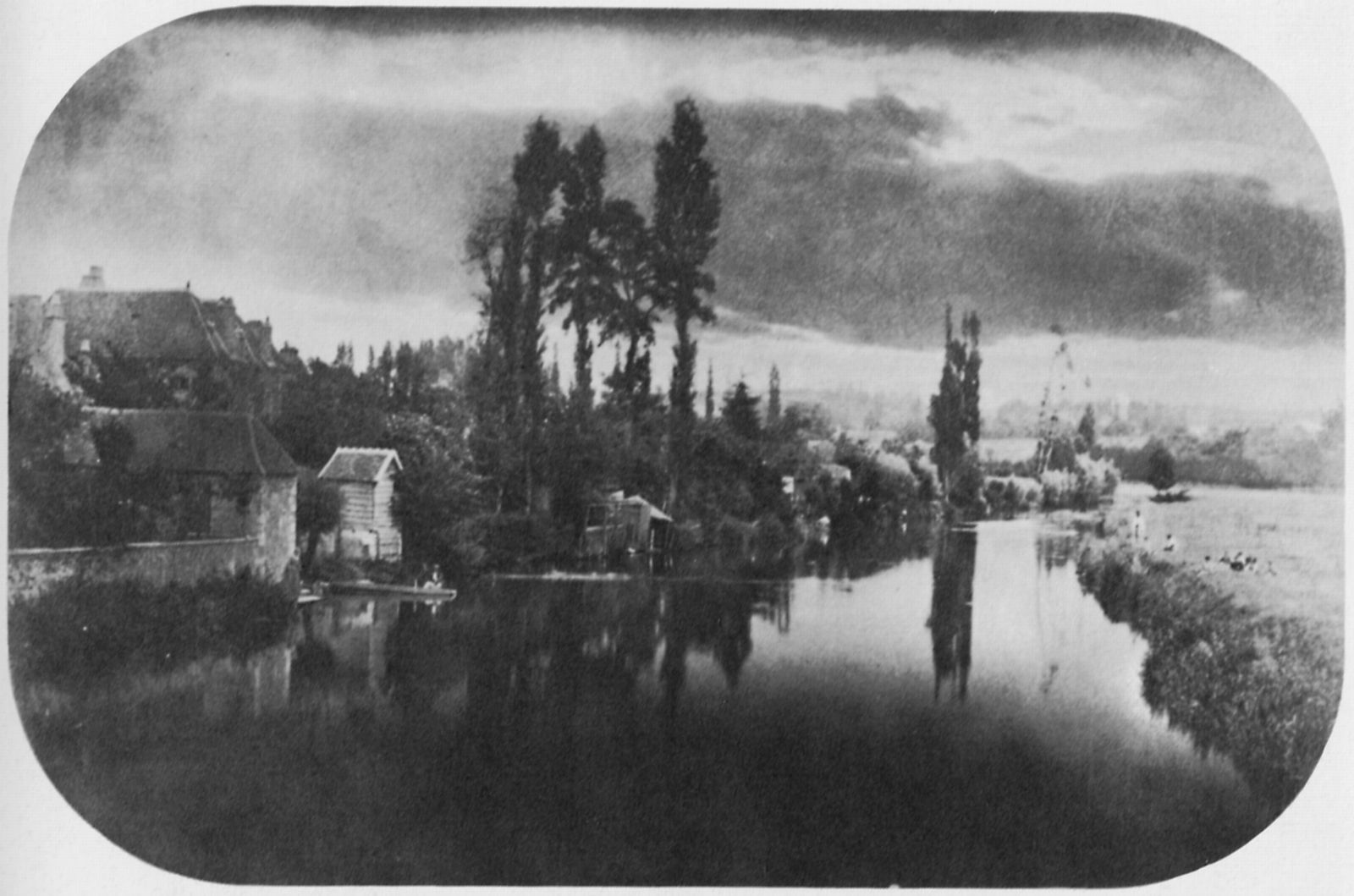
フランスのある川の風景、1858年

ノジャン＝ル＝ロトルー出身。外交官としてのキャリアを放擲して写真家になった。写真術は友人のオランプ・アグアード公爵に教わった。1858年に川の風景写真を発表してデビューし、フランス写真家協会の一員となる。その後ロンドンに移り住み、ベイズウォーター地区ポーチェスター・テラス38番地で写真スタジオを開いた。1859年にイギリス王立写真協会の一員となる。このイギリス時代にカミーユ・シルヴィは、芸術上の創造とポートレイト制作とを混ぜ合わせ、名刺サイズの大きさで工業的に複製することを行った。これは特に1860年代に好評を博した。彼は1859年から1868年の間に17000枚のポートレイトを撮影するとともに、それらを元にして100万枚の複製を売った。
カミーユ・シルヴィは、1868年に突然英国を去る。1870年から始まる普仏戦争に従軍した後、30年間を病院で過ごした。躁鬱病であった。普仏戦争での勇戦が認められレジオンドヌール勲章シュヴァリエが授与される。ヴァル＝ド＝マルヌ県サン＝モーリスにて死去。75歳であった。

カミーユ・シルヴィの写真作品
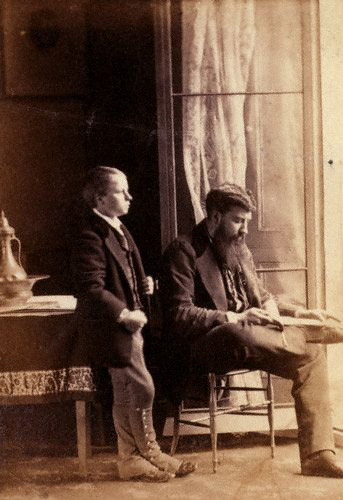
息子と一緒のセルフポートレイト、1859年作品
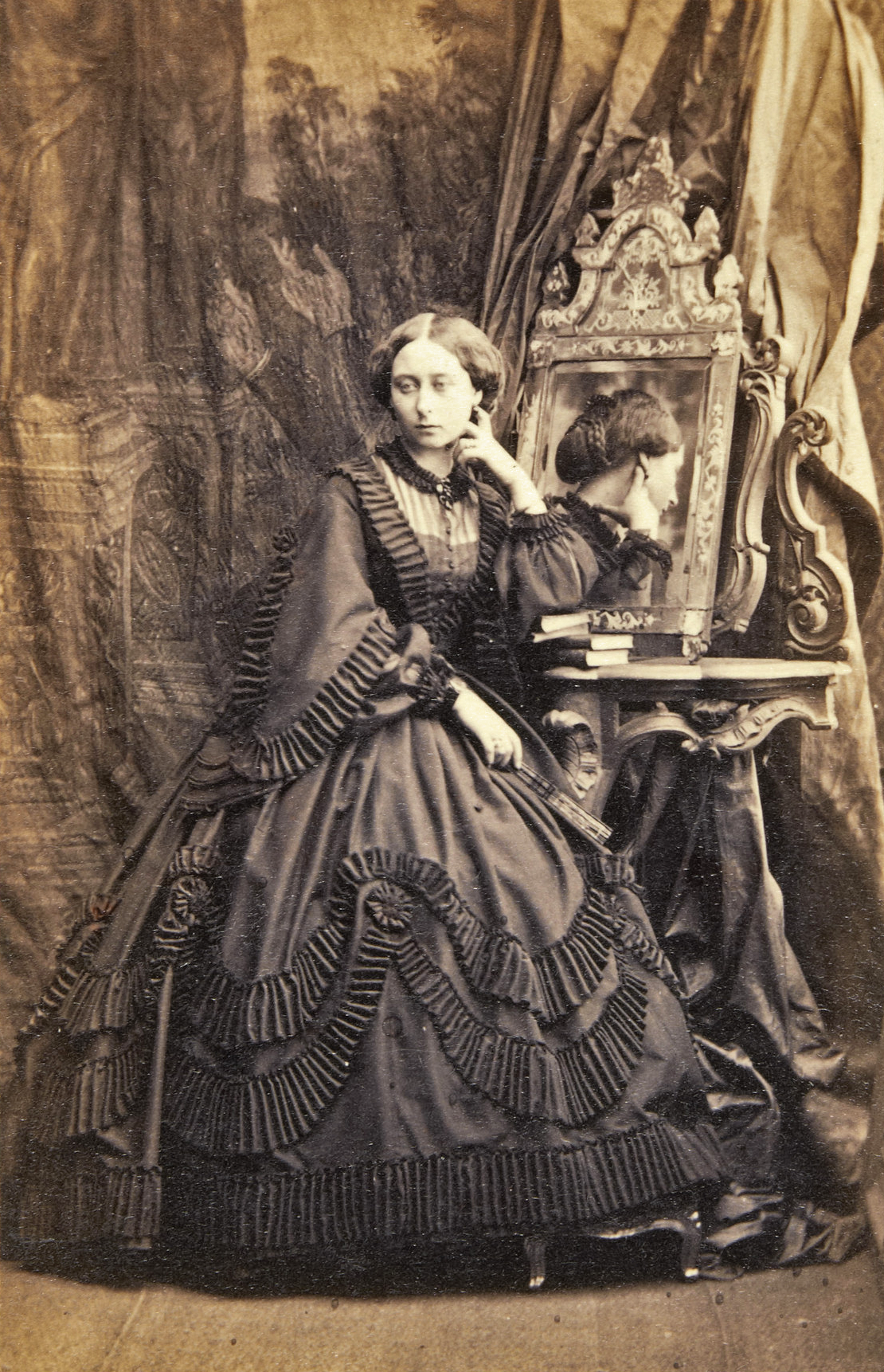
イギリス王女アリス
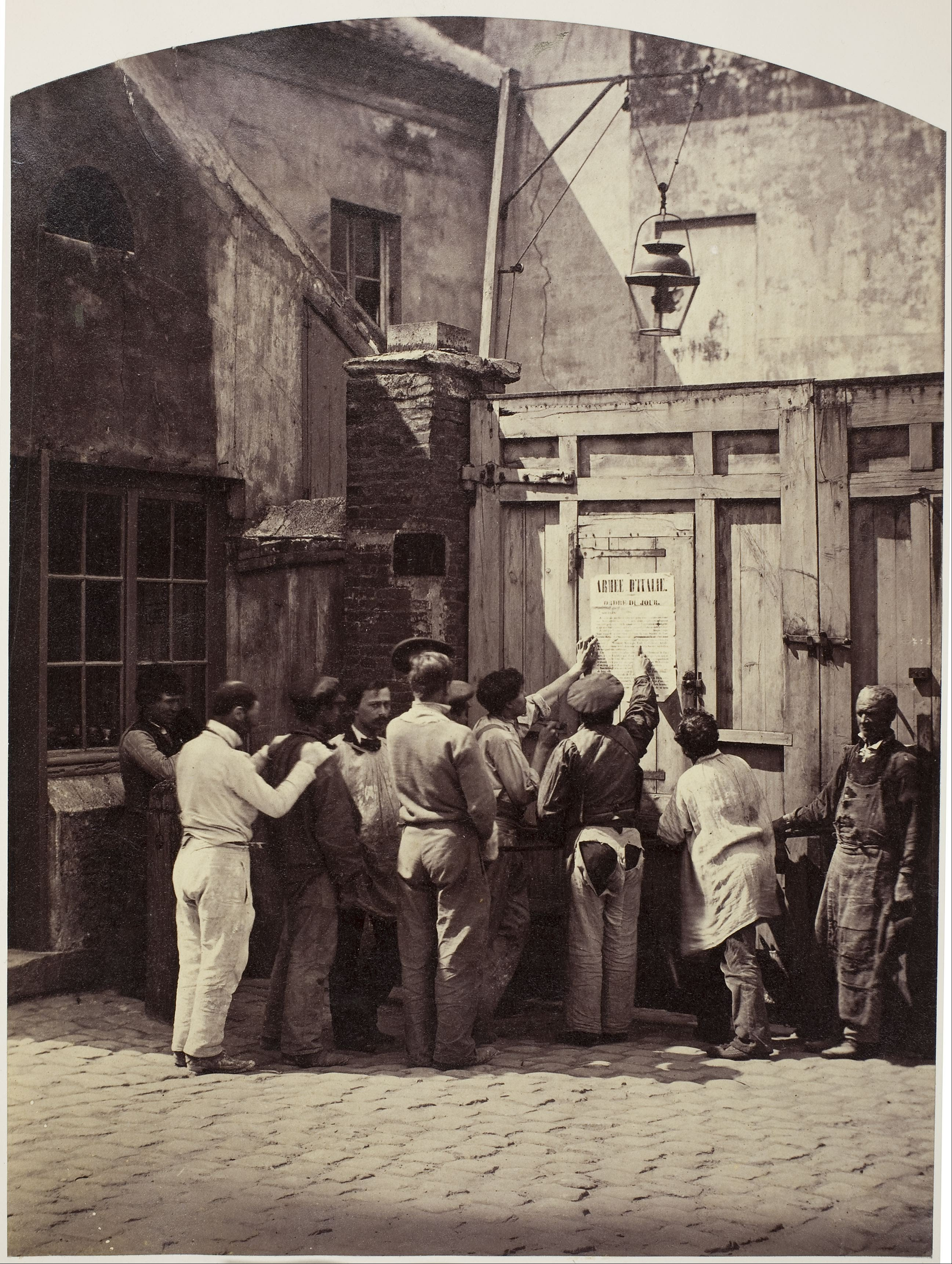
1859 - Ordre du Jour, Armée d'Italie
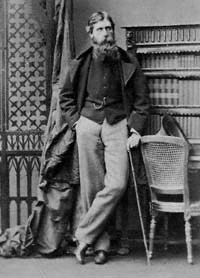
初代ロック男爵ヘンリー (en)
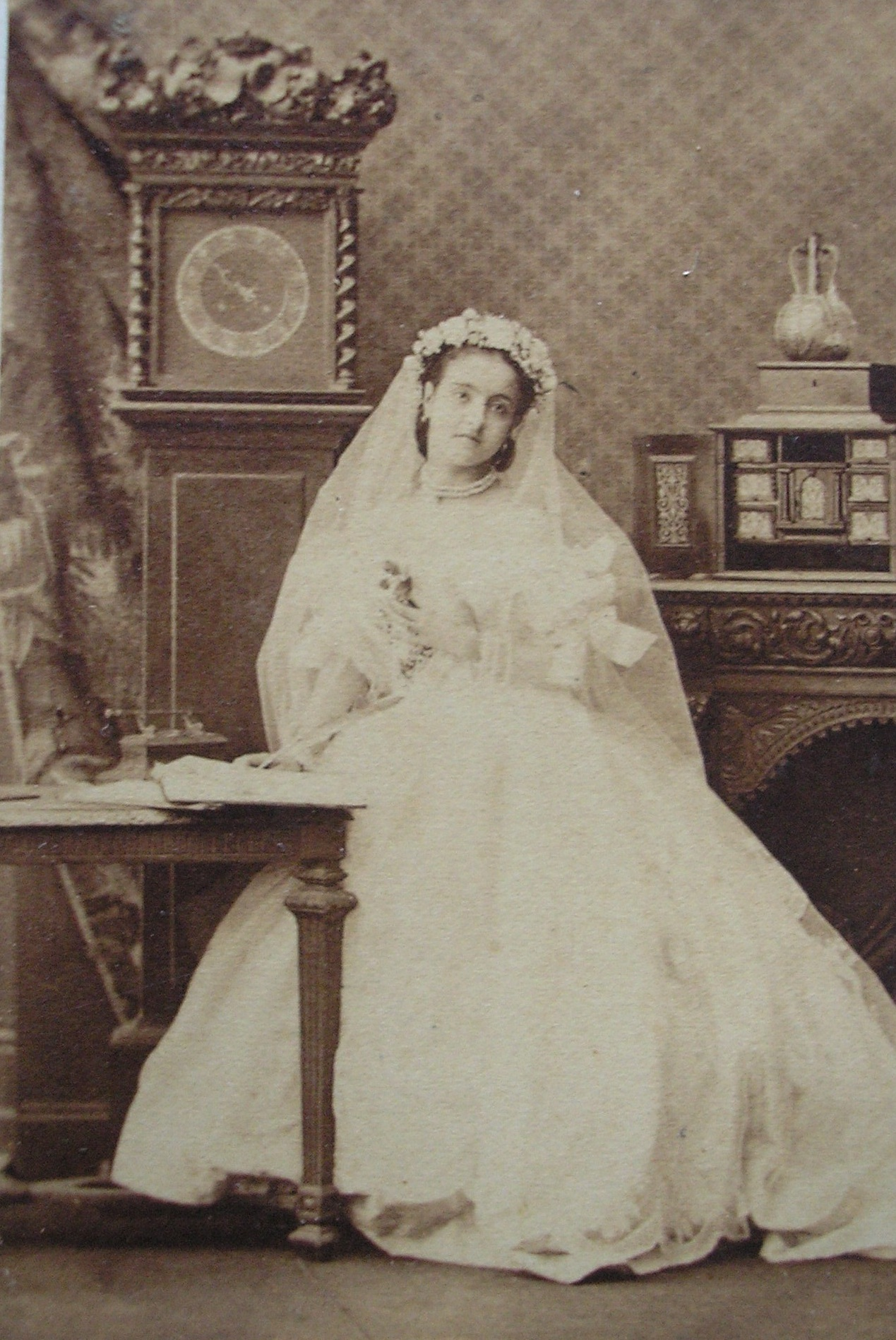
アデリーナ・パッティ
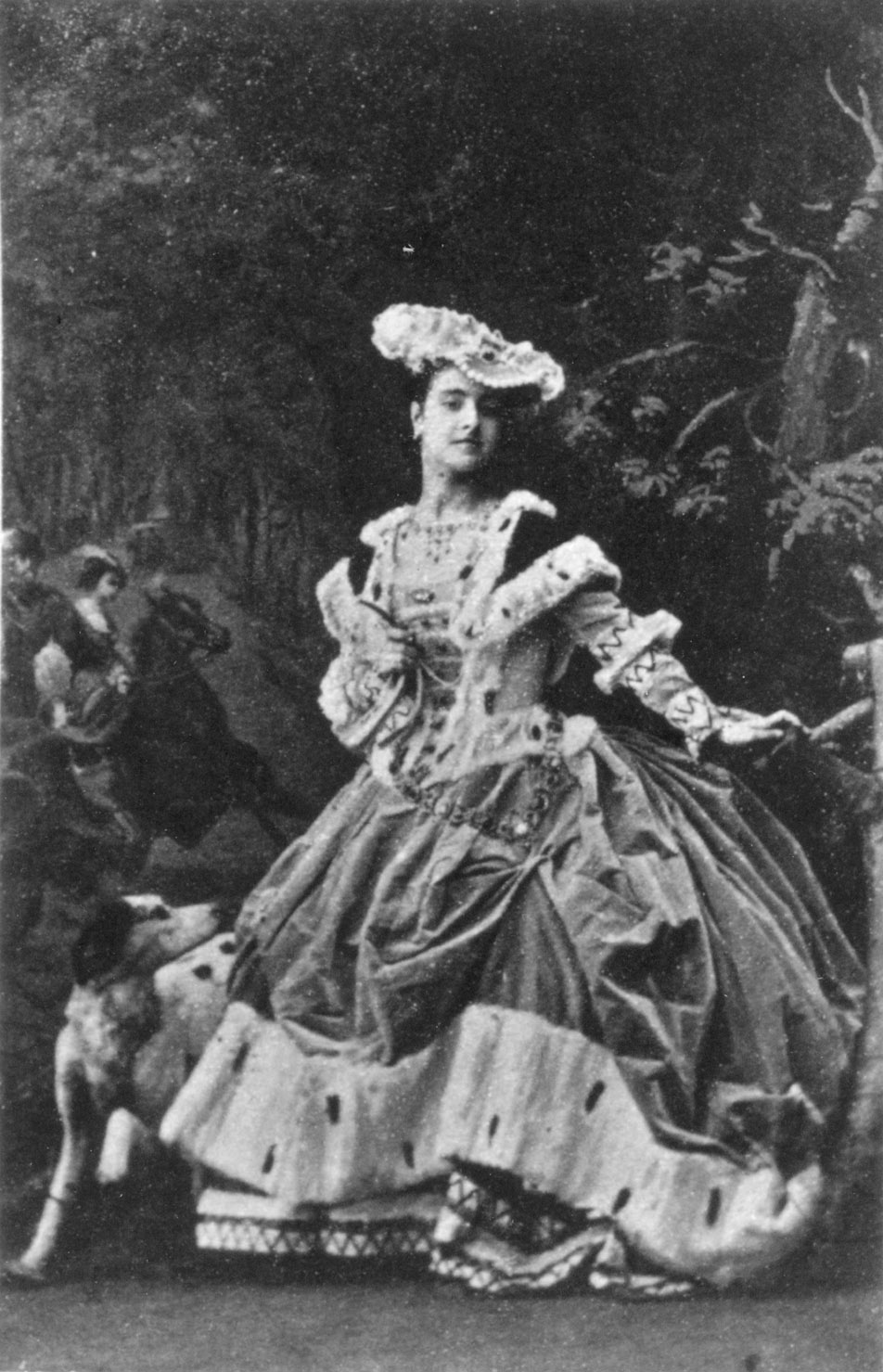
アデリーナ・パッティ
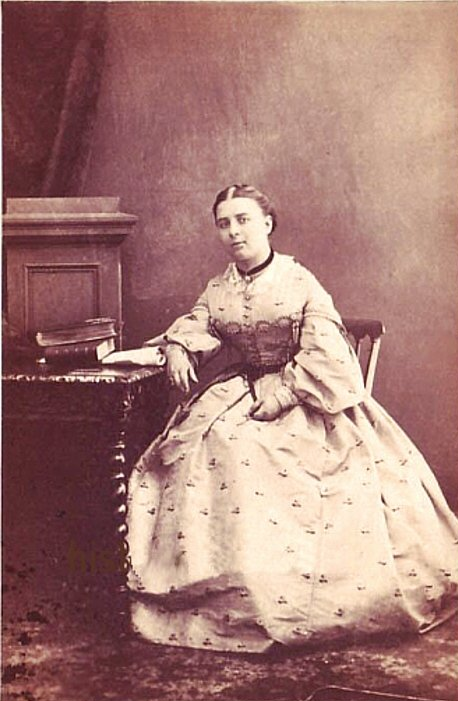
マリエッタ・ピッコロミーニ（フランス語版）
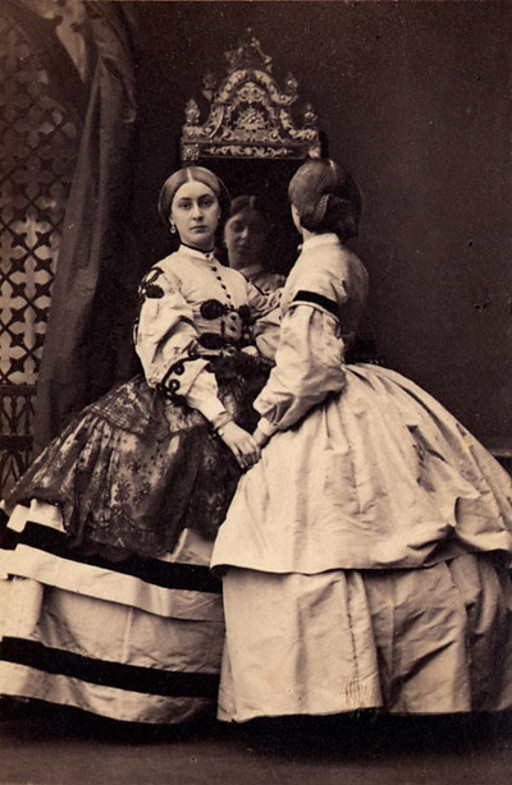
Les Booth
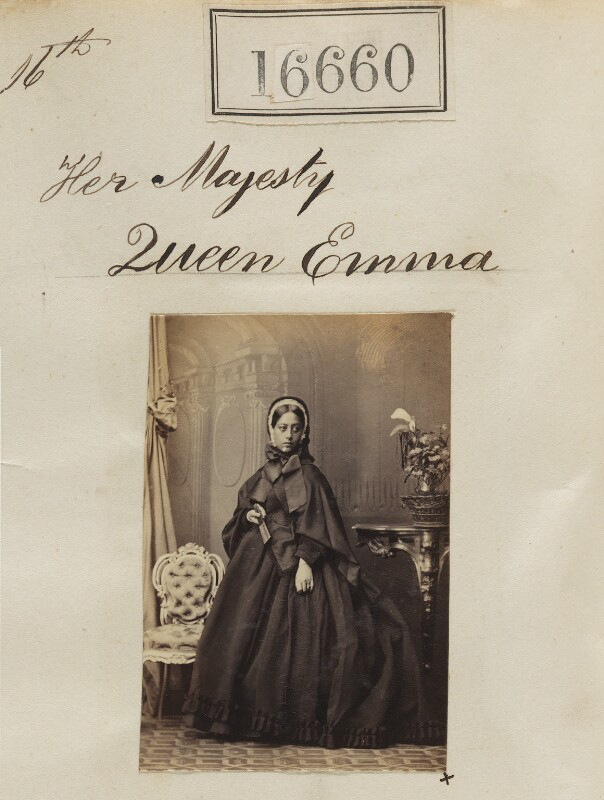
ハワイ女王エンマ（英語版）
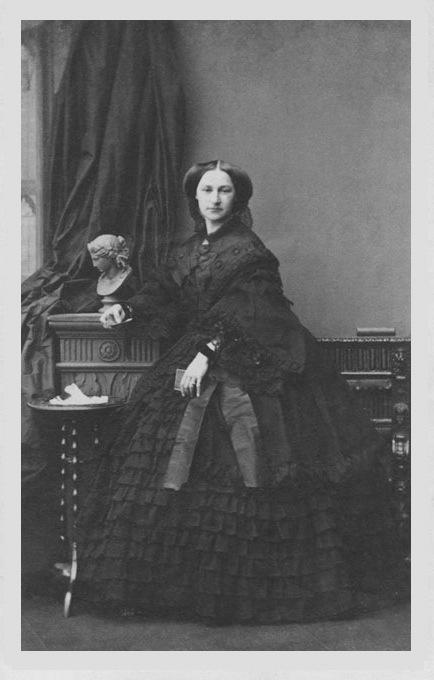
ホーエンローエ＝ランゲンブルク侯女アーデルハイト
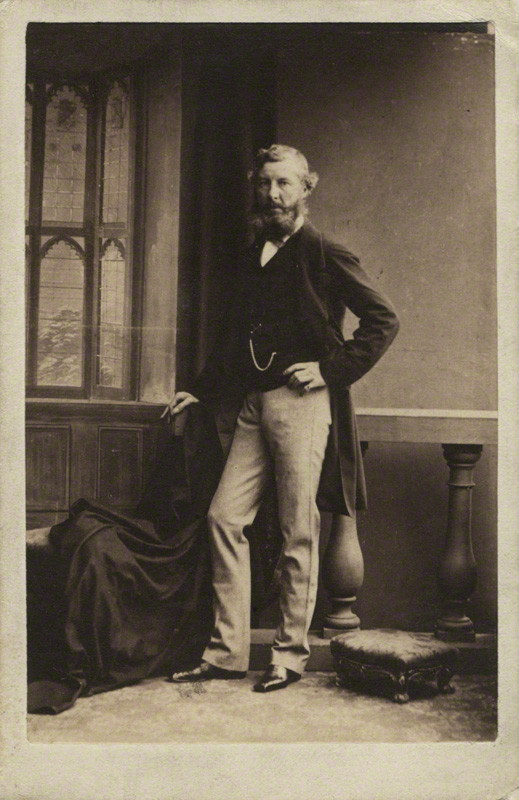
第7代マンチェスター公 (en)
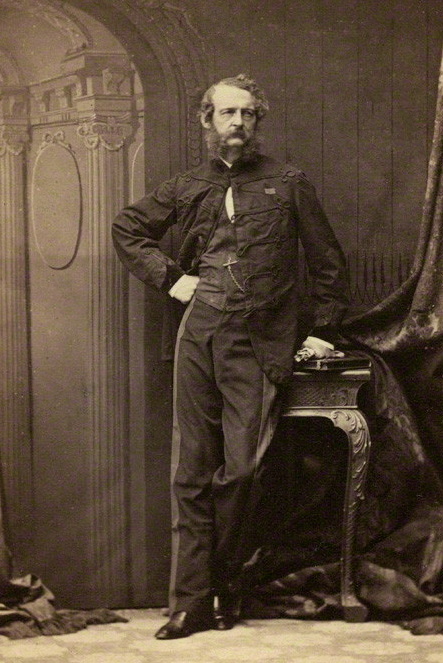
チャールス・ステイヴリー将軍 (en)
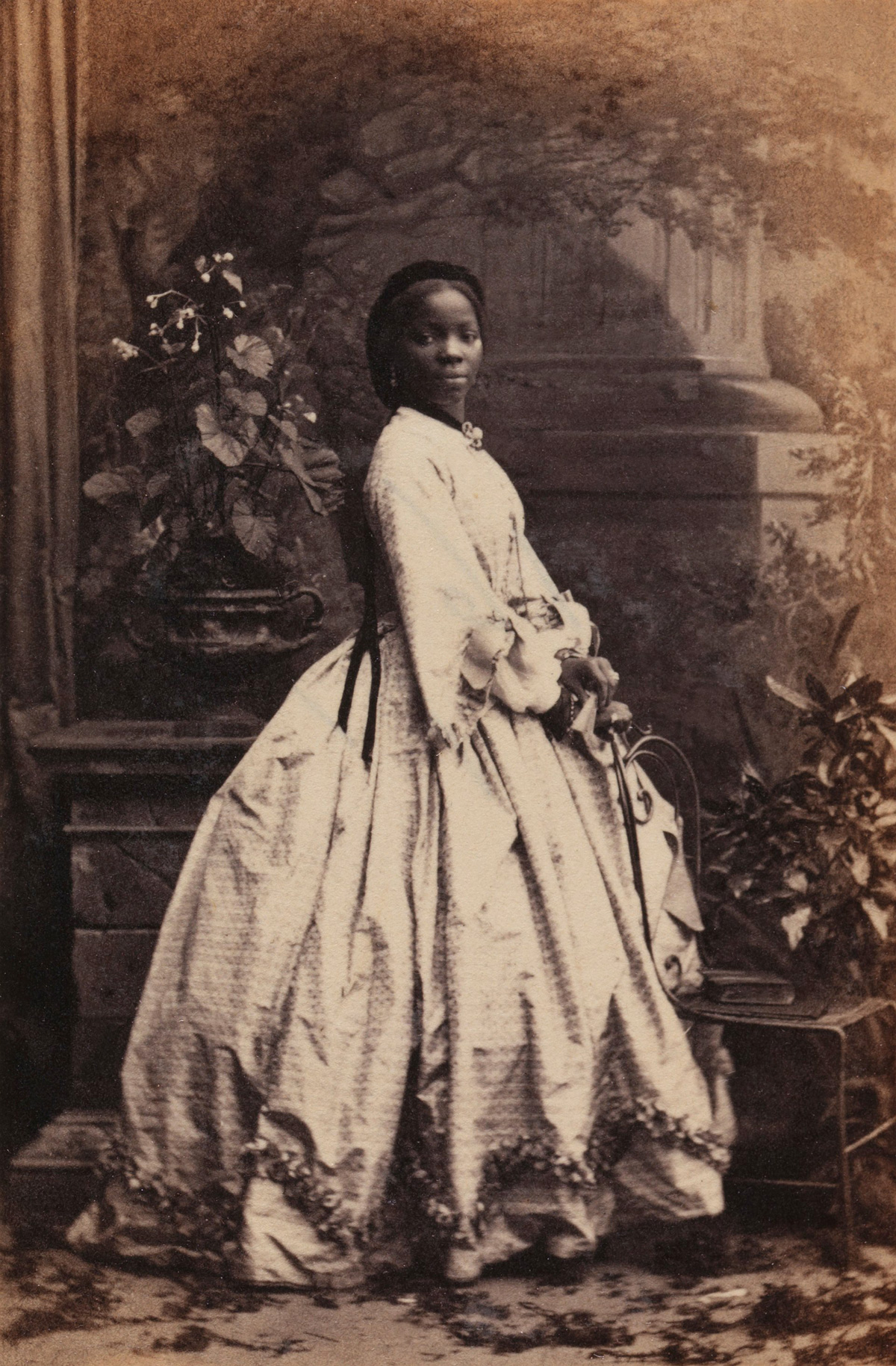
サラ・デイヴィーズ
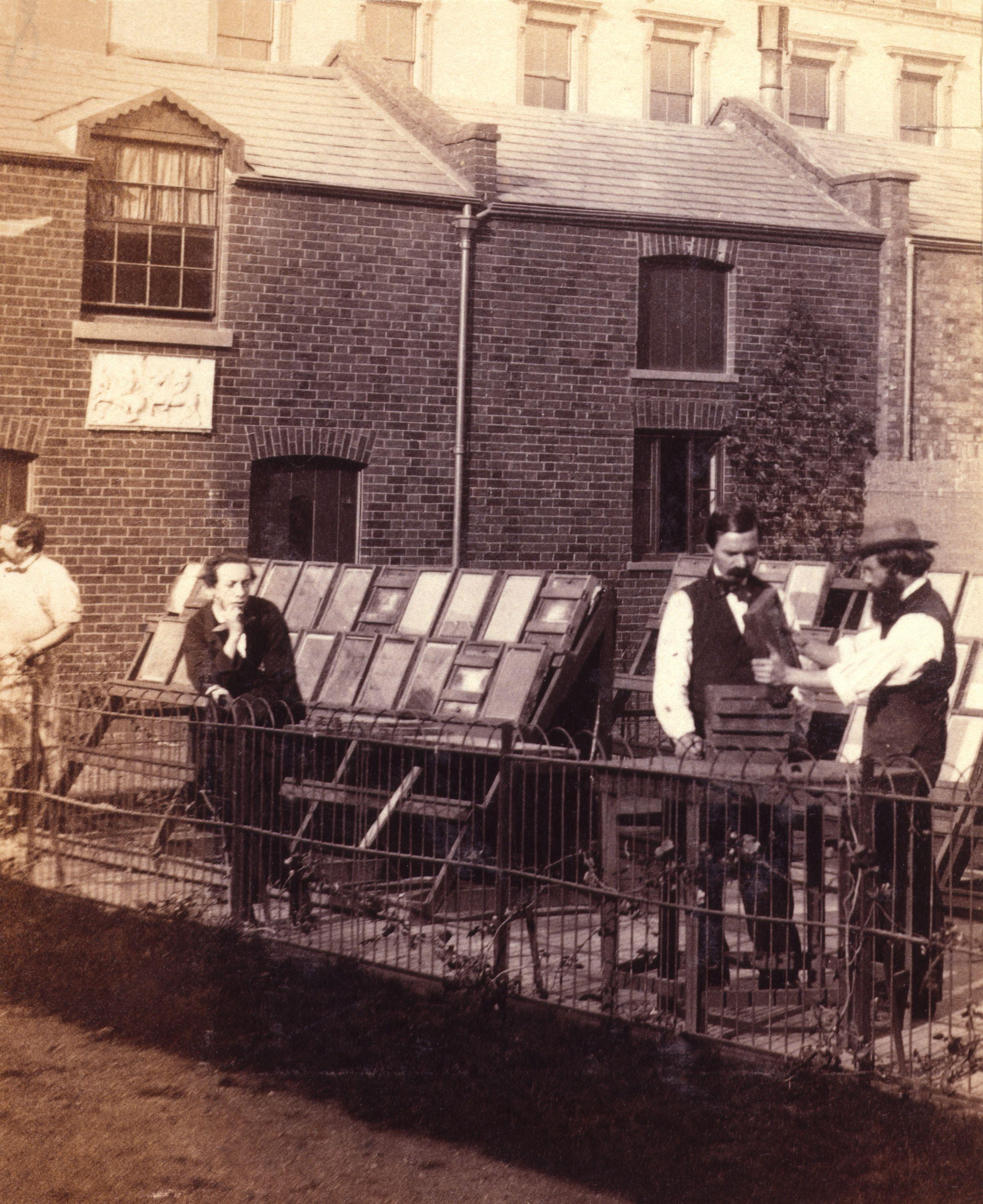
カミーユ・シルヴィのアトリエ

## 読書案内
- “Camille Silvy sur Gallica”. 2016年5月5日閲覧。 フランス国立図書館の電子サイトが公開するカミーユ・シルヴィに関連する文献。
- “Camille Silvy (1834-1910), Photographer”.   National Portrait Gallery. 2016年5月5日閲覧。 イギリスのポートレイト専門の美術館「ナショナル・ポートレート・ギャラリー」が公開するカミーユ・シルヴィの作品、3,342点。